# Площадь Бакедано
Площадь Бакедано (исп. Plaza Baquedano) — является одной из главных достопримечательностей столицы Чили — Сантьяго.

## Описание
Площадь была открыта в 1928 году, на её территории построен памятник, созданный чилийским скульптором Вирджинио Ариасом, в честь генерала Мануэля Бакедано. Расположена в центре города недалеко от реки Мапочо. Имеет овальную форму и является центром празднеств и беспорядков в городе. Некоторые из главных улиц Сантьяго пересекаются в этом районе, включая Провиденсия-авеню, Либертадор-авеню, Аламеда и Викунья-авеню Макенна. Въезд через туннель на шоссе Костанера-Норте находится недалеко от площадь. Рядом есть парк Форесталь, парк Бальмаседа и парк Бустаманте.

## История
Изначально построена в 1875 году как площадь Серена, а в 1928 году была переименована в честь Мануэля Бакедано. Планировалась как круговой перекрёсток, но затем геометрический дизайн и функциональность изменились.
В контексте протестов в Чили 2019—2021 годов протестующие называли её как «Площадь достоинства». 12 марта 2021 года четырёхтонная статуя генерала Бакедано была демонтирована для реставрации «Национальным советом по памятникам» после постоянных актов вандализма со стороны протестующих. Попытки протестующих сжечь и снести статую были предприняты 5 и 8 марта 2021 года, что в конечном итоге побудило власти принять решение по демонтажу.

## Галерея

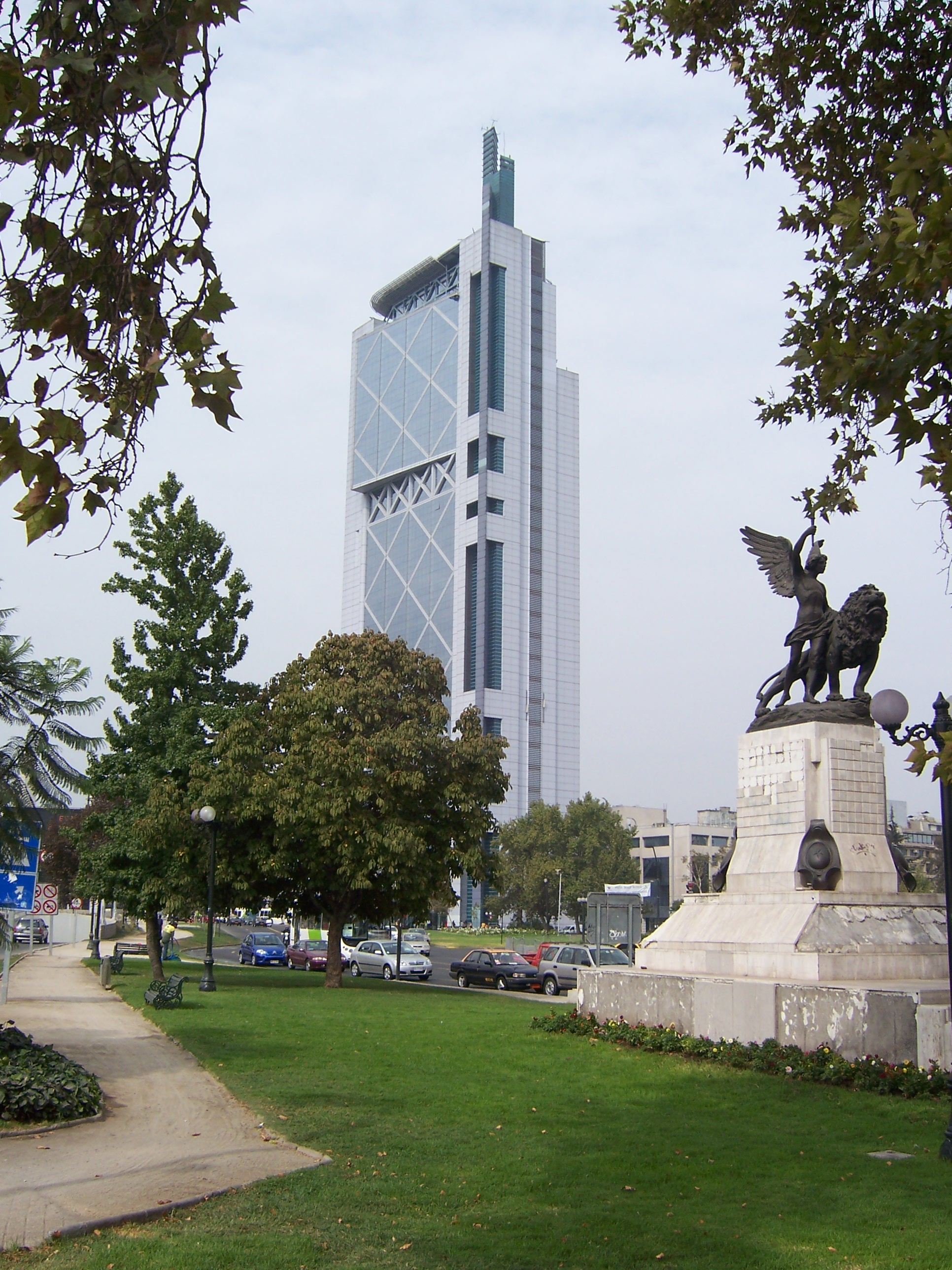
Вид с площади на Торре-Телефоника
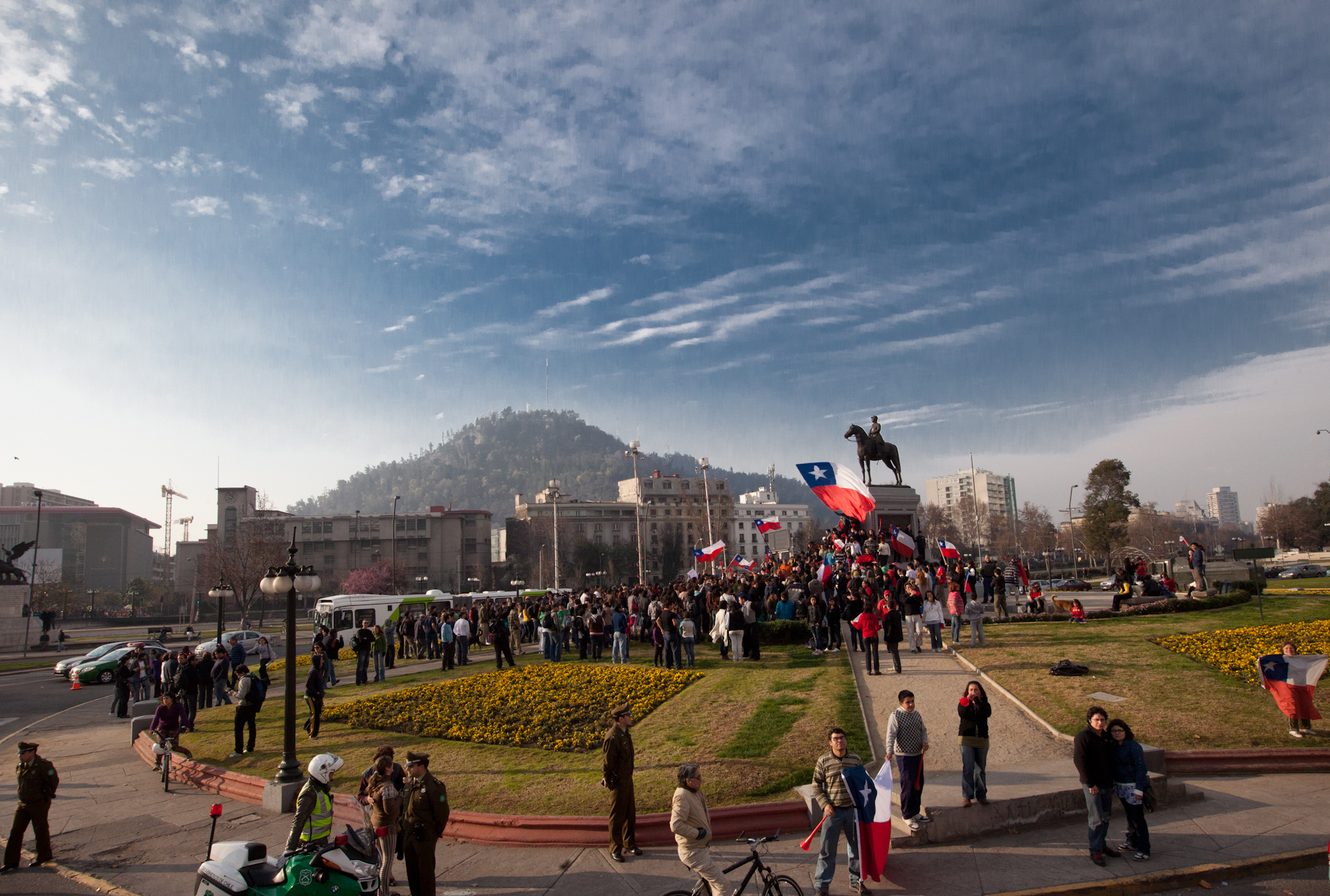
Митинг после аварии на шахте Сан-Хосе
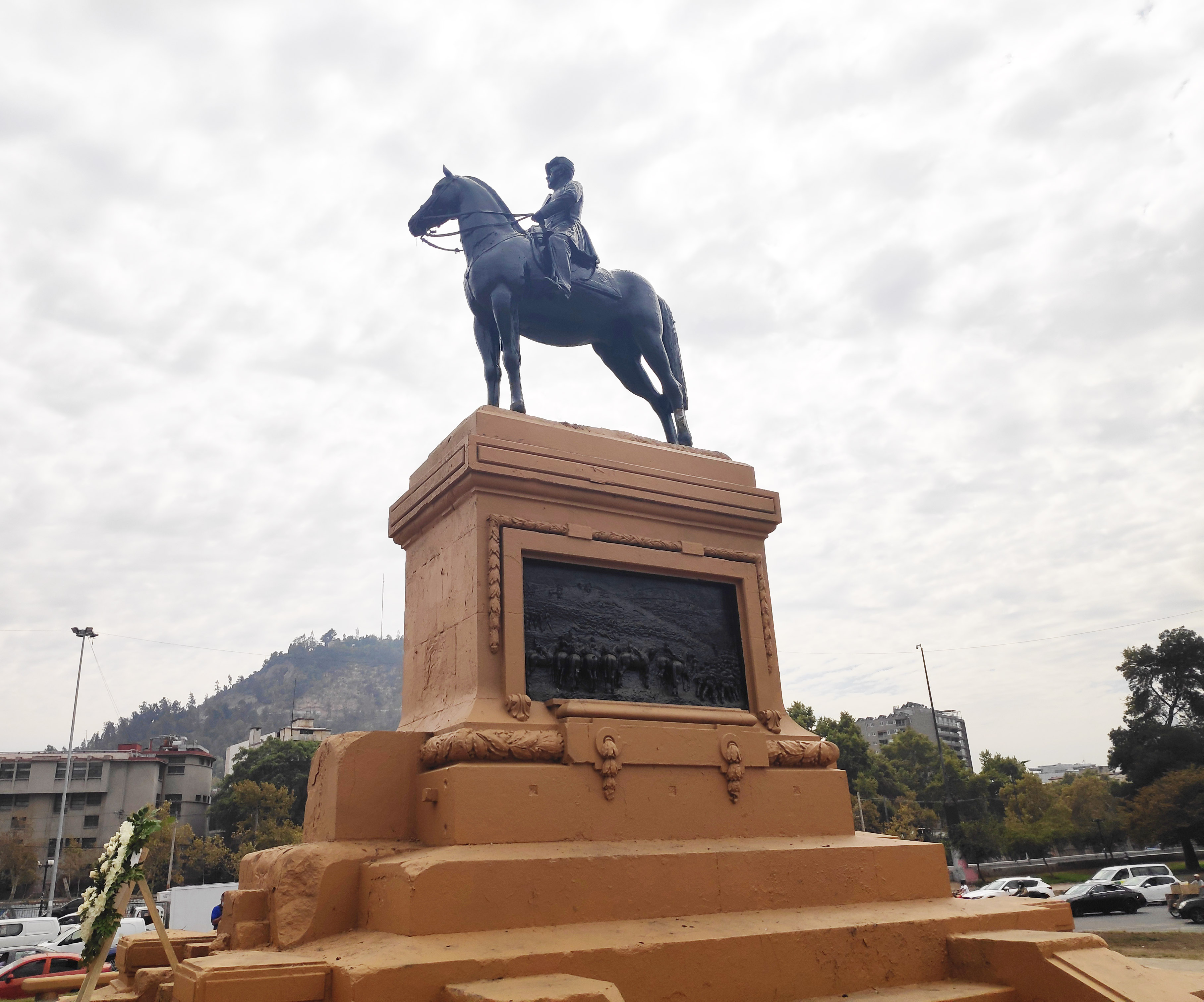
Конная статуя Мануэля Бакедано
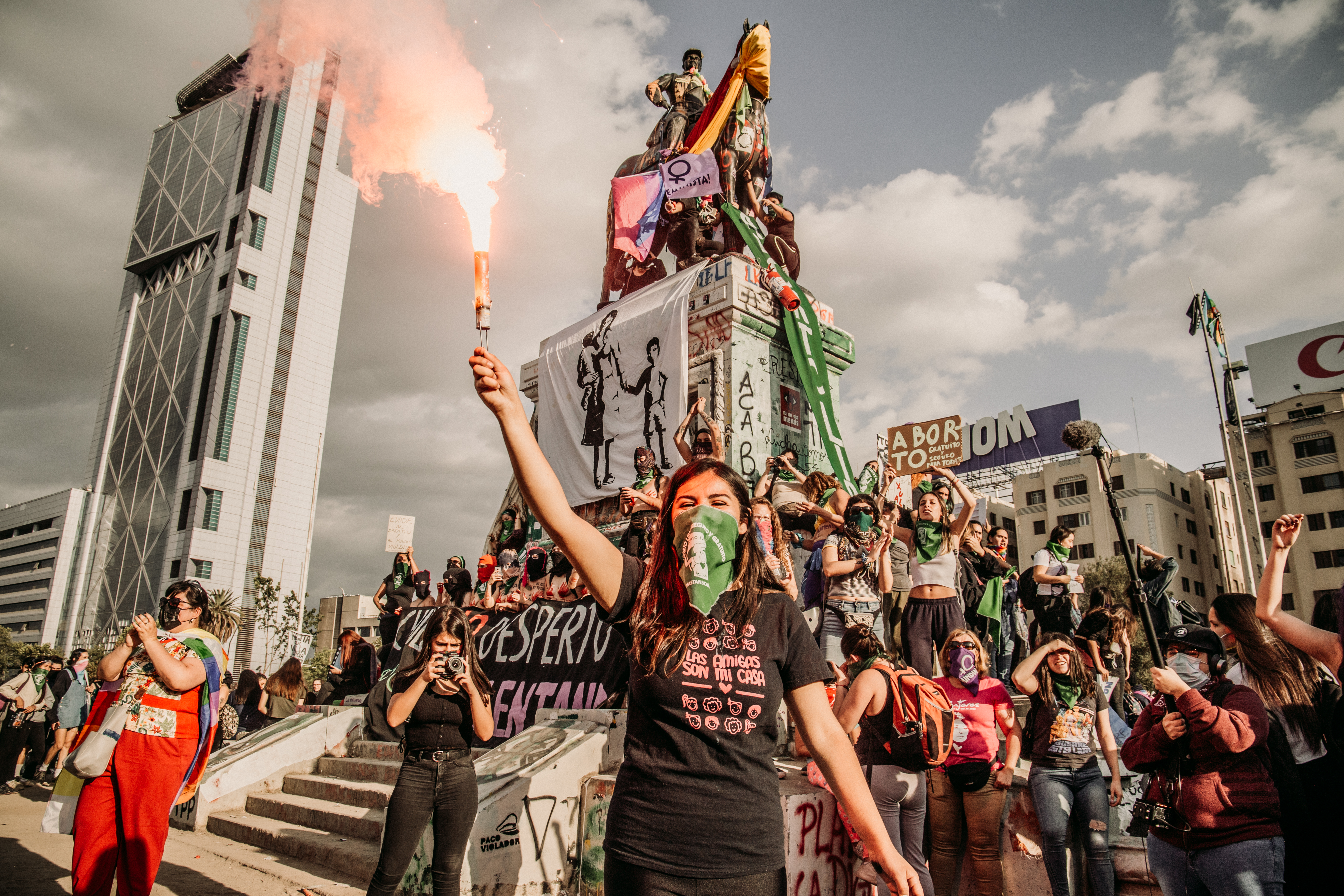
Феминистские протесты 2019 года